# Avión utilitario
Un avión utilitario es un aeroplano ligero de propósito general, normalmente usado para transportar personas o carga, pero también pueden ser empleado para otras tareas cuando no se necesita o no está disponible un avión más especializado. También puede utilizarse en espectáculos acrobáticos.
En Estados Unidos las aeronaves utilitarias militares reciben el prefijo ‘U’ en sus designaciones.

## Ejemplos de aviones utilitarios

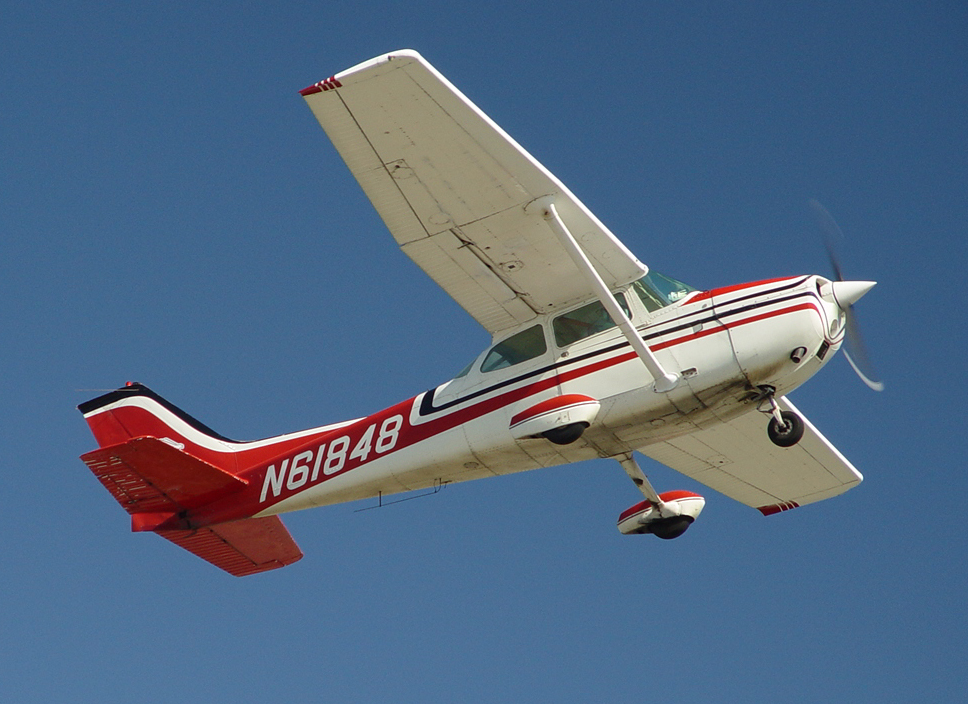
Cessna 172
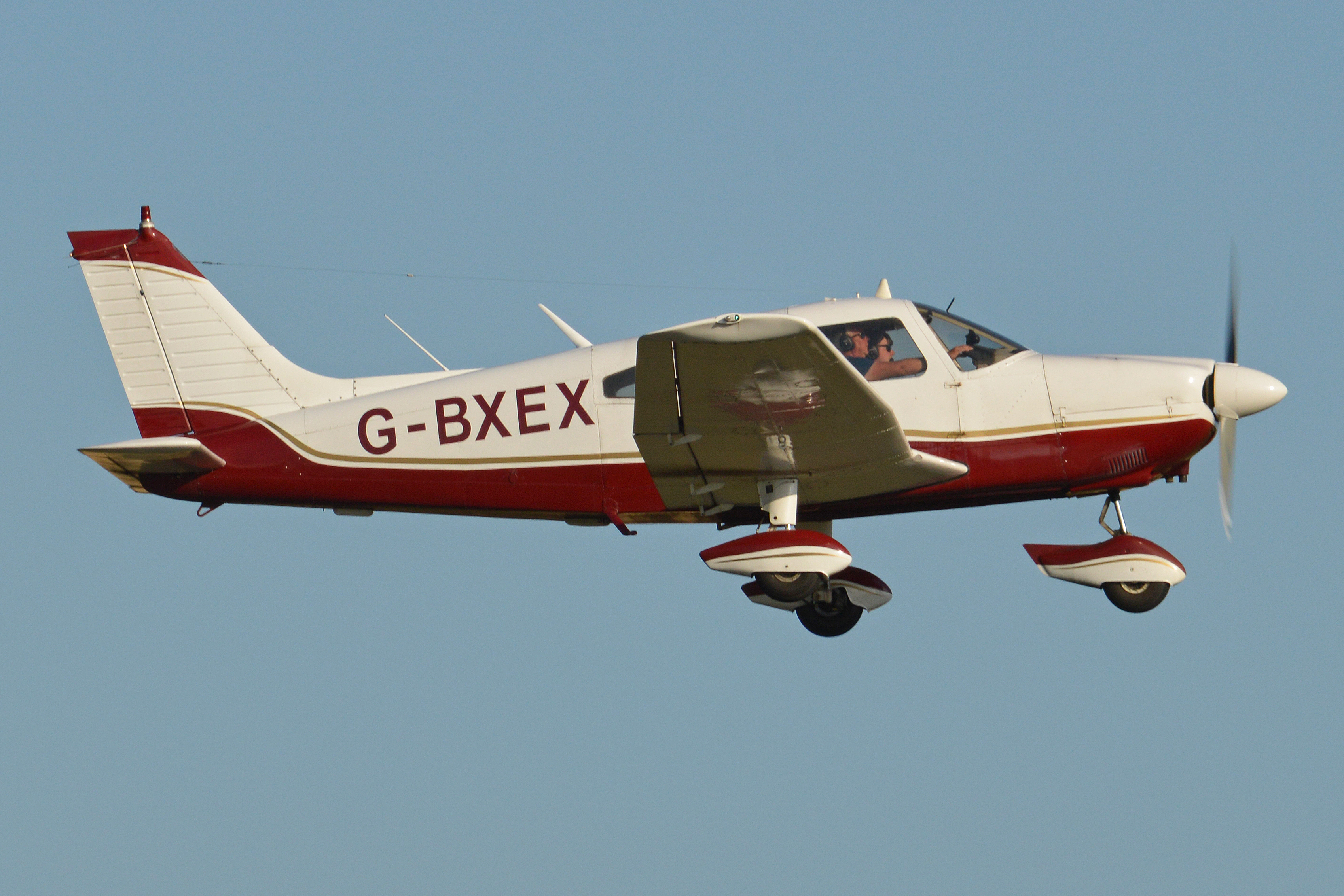
Piper PA-28 Cherokee
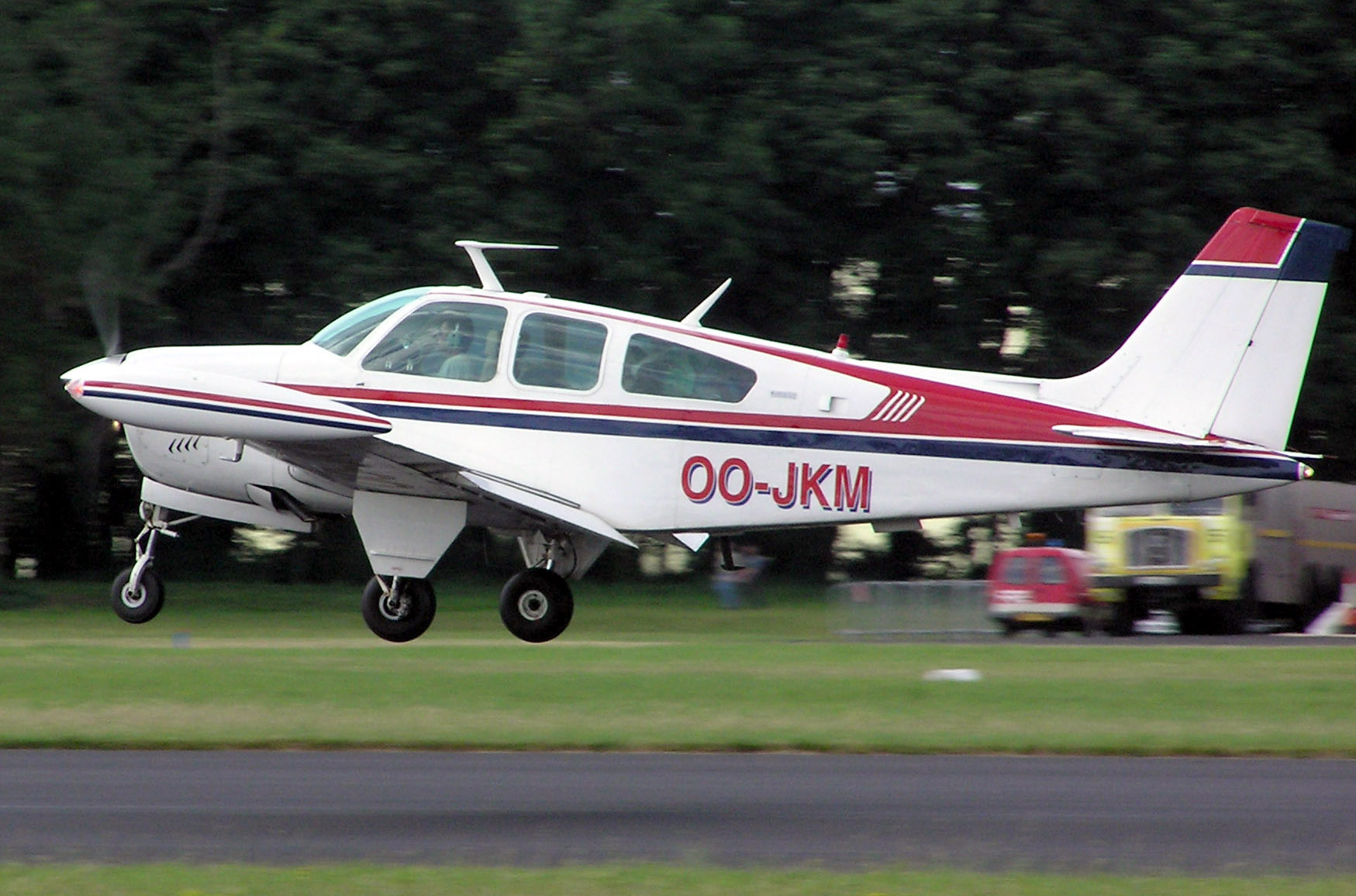
Beechcraft Bonanza
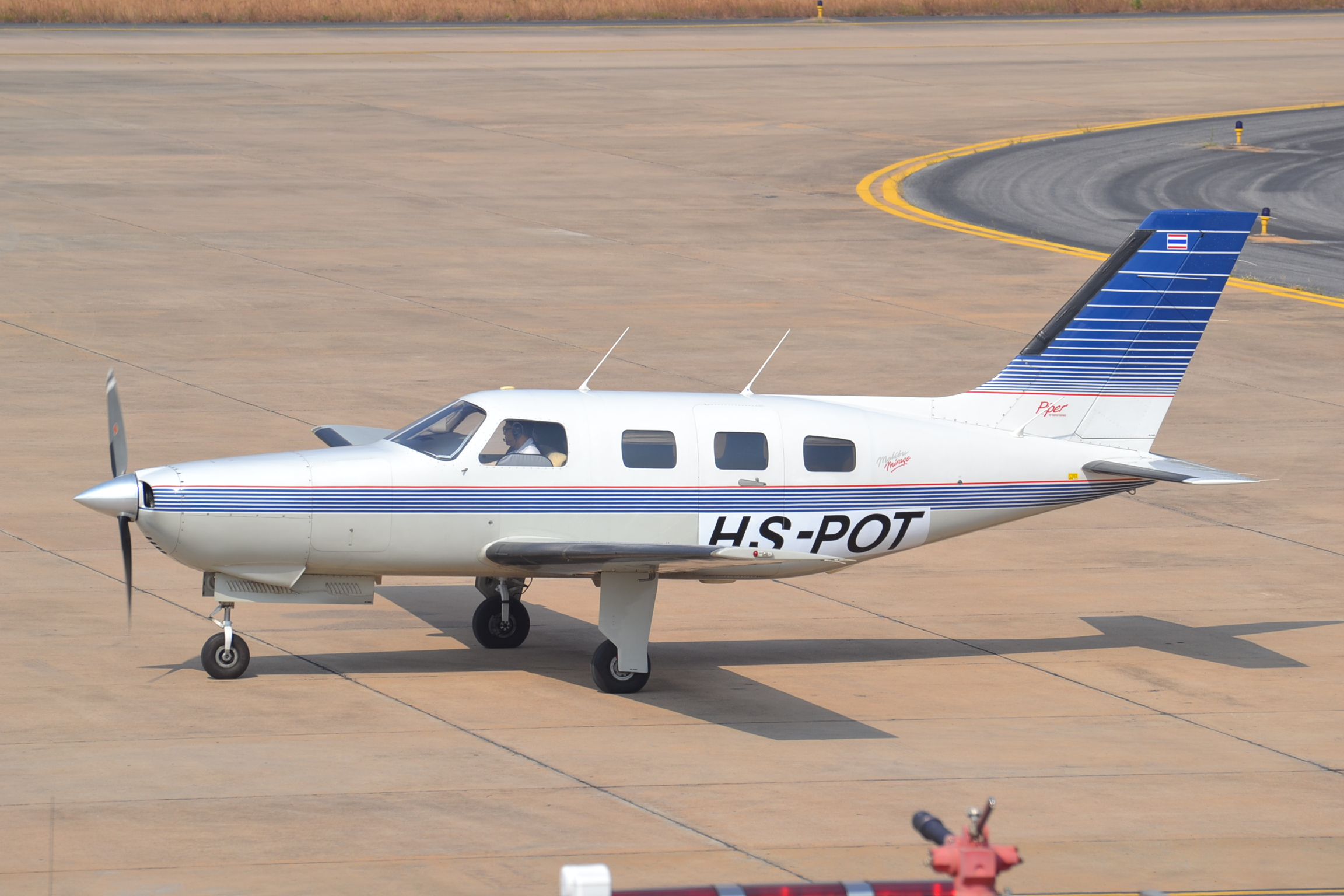
Piper PA-46 Malibu
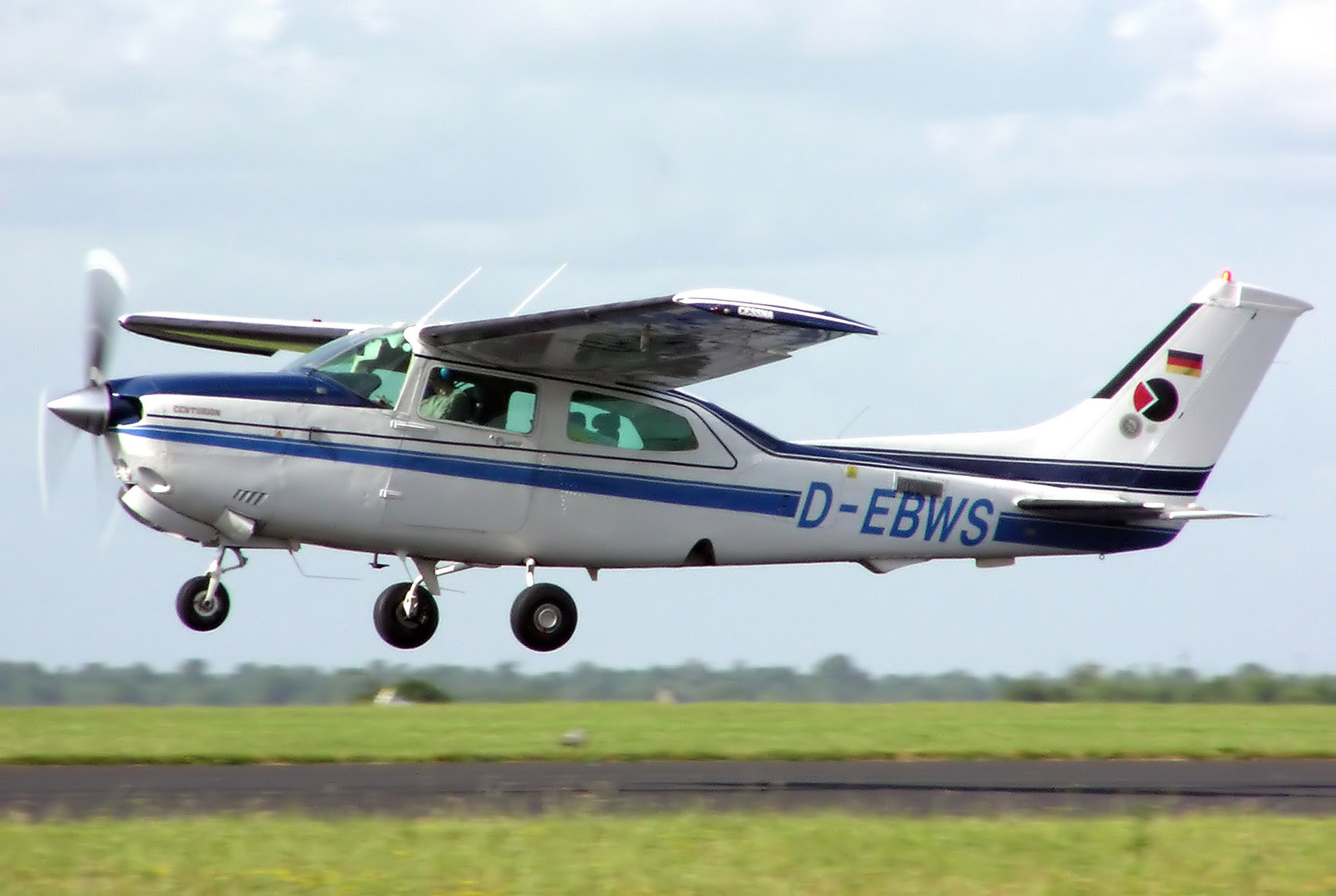
Cessna 210
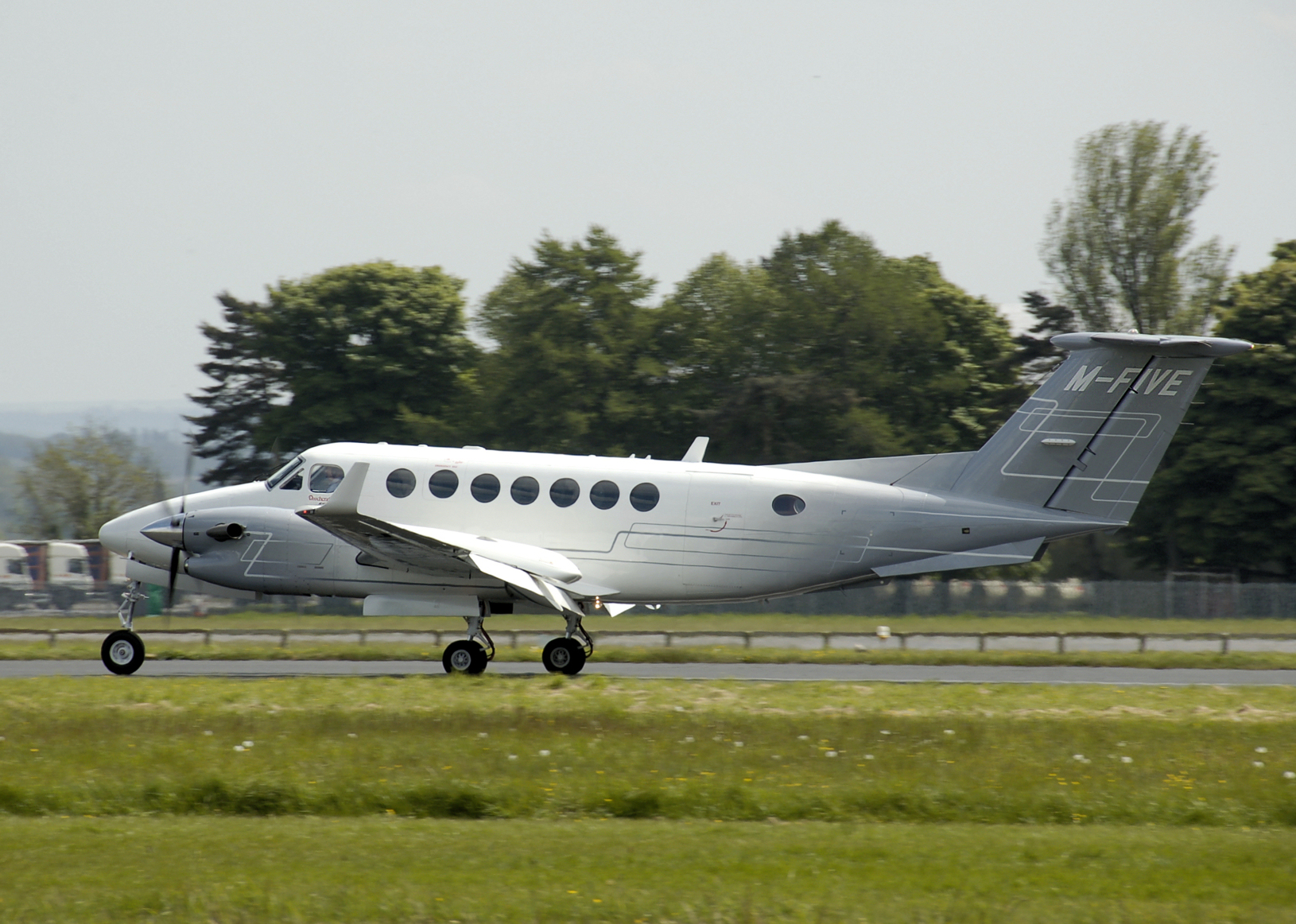
Beechcraft Super King Air
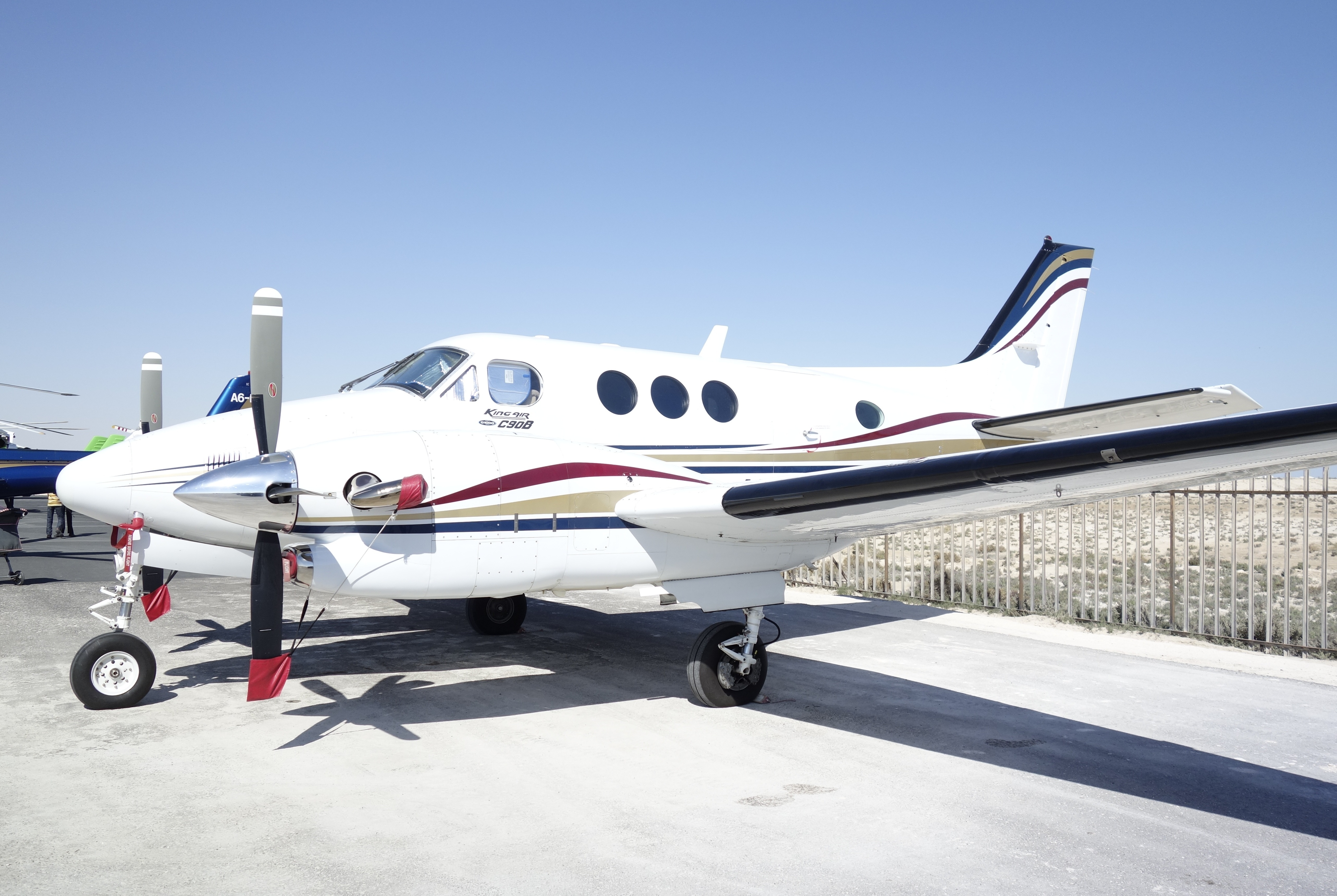
Beechcraft King Air
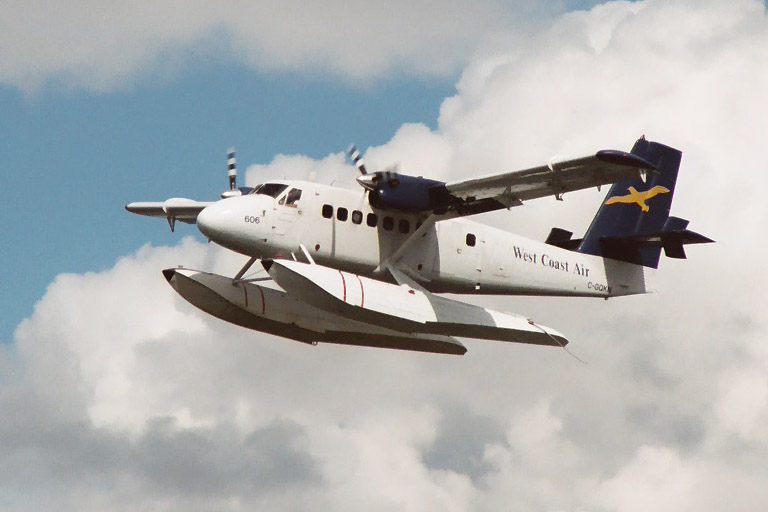
de Havilland Canada DHC-6 Twin Otter